# SoundCloud rap

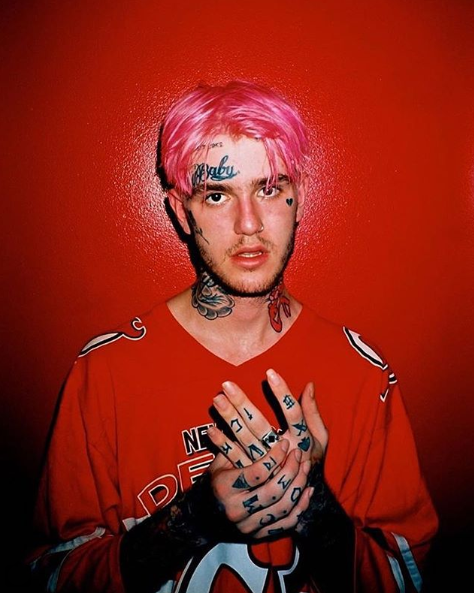
Lil Peep.

Le SoundCloud rap est une musique de scène et un microgenre provenant de la plateforme de distribution audio en ligne SoundCloud. Il est caractérisé par ses beats simples et des paroles.

## Style
Todd Moscowitz, le fondateur d'Alamo Records, appelle le genre « mouvement lo-fi », en notant les basses saturées et l'absence intentionnelle d'élégance dans le son. Lorsque Ski Mask parle des techniques d'enregistrement et du son, il note que « c'est comme le pire enregistrement mis en place, mais vous pouvez l'installer n'importe où et c'est la vague sur laquelle nous sommes », et « l'énergie brute de la distorsion est notre spécialité et nous utilisons cela à notre avantage ».

## L'attention des médias
Le critique de musique Jon Caramanica du New York Times déclare dans un article publié en 2017 que le SoundCloud rap « est devenu, au cours de l'année écoulée, le nouveau mouvement le plus important et le plus perturbateur du hip-hop ». Le magazine Complex mentionne le SoundCloud rap dans un article sur les rappeurs sur SoundCloud, et Spin note que la société SoundCloud n'a pas été en mesure de tirer parti de la popularité du SoundCloud rap pour améliorer ses problèmes financiers.

## Des artistes connus
- Lil Peep
- Lil Pump
- Lil Yachty
- Diego (anciennement "Lil Xan")
- Bones
- XXXTentacion
- Lil Uzi Vert
- 6ix9ine
- Ski Mask The Slump God
- Juice Wrld
- Trippie Redd
- Smokepurpp
- Yung Lean
- Lil Tracy
- Playboi Carti
- $not